# Козацьке (Ніжинський район)
Коза́цьке (вимоваⓘ) — село в Україні, у Бобровицькій міській громаді Ніжинського району Чернігівської області.
До 2017 року до складу Козацької сільської ради входили села Козацьке, Миколаїв. Територія сільради розташована в південно-східній частині району, межувала з землями Білоцерківської, Веприцької, Гаврилівської та Новобиківської сільських рад.
Відстань до районного центру автомобільними шляхами — 67 км, до залізничної станції — 32 км, обласного центру — 130 км. Село розташоване за 7 км від автомобільної дороги Київ-Суми.

## Символіка
Герб села козацьке складається з синього - нинішнього кольору стягу і червоного - колишнього козацького стягу, розділених навпіл по вертикалі перначем (герб є напівпромовистим).

## Історія
Село було засноване в другій половині XVI ст. на річці Супій.
Кутки села: Башлик, Фенюківка, Сороківка, Харланівка, Нагулівка, Онисечківка, Брід, Поділ, Білі Землі, Заглибівка, Зорянівка, Бурзаківка,  озеро-водойма Шарамаха.
Відповідно до «Генерального слідства про маєтності Переяславського полку» проведеного в 1729—1730 р.р. село Козацкое, а також Быковъ із іншими присілками, «населив» (і володів ними) переяславський полковник Леонтій Полуботок до 1695 року. Потім селами володіли наступні переяславські полковники. У Івана Мировича Биківську волость забрав гетьман Мазепа, але «по змѣнѣ» Мазепи 14 листопада 1709 р. на село отримав царську грамоту полковник Степан Томара. 21 листопада 1715 р. наказний полковник переяславський Томара Василь Степанович отримав підтверджувальний універсал гетьмана Скоропадського.
Деякими маєтностями у Козацькому володів Дунін-Борковський Василь Андрійович (1725–1781) – служив з 1744 року бунчуковим товаришем, був присутнім у Глухові при зустрічі цариці. 1749 році мав двір приїзджий у с. Козацькому Басанської сотні (1750). Його дружина Феодосія Василівна Гудович (1742 – 1790) після смерті Василя мала: 2902 підданих спадкових у містечку Бобровиці, 9 селах, 5 слободах і в 1 хуторі в тому числі і в с.Козацькому (1790).
Миколаївська церква зі священиками Іваном Кустовським (1741—1745). У 1781 р. в Козацькому було 2 священика, 34 хати козаків виборних, 58 хат козаків підпомічників та 141 хата посполитих. У 1787  р. в селі Козацькому було 864 душі державних людей, козаків і володільців – графа Кирила Розумовського. 
В 1859 році село належало до Козелецького повіту Чернігівської губернії з населенням 1883 особи.
1892 року - 477 дворів, 2810 жителів. 1901 - 2988 осіб.
У селі поширені прізвища Бурзак, Кушта, Ягола, Терещенко, Сорока, Лук'яненко тощо.
12 червня 2020 року, відповідно до розпорядження Кабінету Міністрів України № 730-р «Про визначення адміністративних центрів та затвердження територій територіальних громад Чернігівської області», увійшло до складу Бобровицької міської громади.
19 липня 2020 року, в результаті адміністративно-територіальної реформи та ліквідації Бобровицького району, увійшло до складу Ніжинського району Чернігівської області.

## Голодомор
Село дуже постраждало внаслідок геноциду українського народу 1932—1933, проведеного урядом СРСР.
Неповний список убитих голодом мешканців села (понад 600 точно задокументованих фактів смертей від терору голодом) міститься у Національній книзі пам'яті жертв голодомору в Україні 1932—1933 років.
Комуністичний режим відмовився порушувати кримінальну справу за фактом масової смерті від голоду мешканців села. Жоден представник КПУ та Комсомолу, причетний до організації терору голодом у Козацькому, не покараний. У післявоєнні часи масові убивства голодом у селі всіляко замовчувалися.

## Особистості
У селі народилися:
- Даміловський Микола Олександрович — український радянський архітектор.
- Сандул-Стурдза Яків Тимофійович — лікар кінця 18 — початку 19 століть.
- Наумов Павло Семенович - живописець, графік, професор художньої академії в Петербурзі.

## Також
- Перелік населених пунктів, що постраждали від Голодомору 1932—1933 (Чернігівська область)